# Іванов Віктор Олександрович
Віктор Олександрович Іванов (нар. 1903, місто Казань, тепер Татарстан, Російська Федерація — 24 січня 1969, місто Москва) — радянський діяч, 1-й секретар Чечено-Інгуського обласного комітету ВКП(б), голова Бюро ЦК ВКП (б) по Молдавії. Депутат Верховної Ради СРСР 1-го скликання (1941—1944).

## Біографія
Народився в багатодітній родині робітника-друкаря. У 1911 році помер батько.
З 1914 по весну 1917 року — учень в друкарні. З 1917 по 1919 рік працював пакувальником.
З 1919 року — матрос брандвахти № 20 маршруту Богородськ—Саратов на річці Волзі. Потім працював у районному управлінні водного транспорту міста Казані. З 1923 року — знову на брандвахті № 20. Потім працював у робітничо-селянській міліції Татарської АРСР. Обирався членом Кукморського волосного виконавчого комітету Татарської АРСР. У 1924 році вступив до комсомолу. До служби у Червоній армії — рахівник-касир у Татсоюзі.
Член ВКП(б) з 1927 року.
До 1928 року служив у Червоній армії.
З 1928 по 1931 рік — працівник Армавірської контори державного страхування, фінансовий інспектор Армавірського міськвиконкому, економіст Армавірської міської ради.
З 1931 по 1937 рік навчався в Московському нафтовому інституті імені академіка Губкіна, інженер-механік.
У 1937—1938 роках — головний механік, директор 2-го нафтового промислу тресту «Старогрознафта» в місті Грозному.
У травні 1938 — грудні 1939 року — 3-й секретар, 2-й секретар Грозненського міського комітету ВКП(б) Чечено-Інгуської АРСР.
16 грудня 1939 — 4 травня 1940 року — секретар Чечено-Інгуського обласного комітету ВКП(б) з нафти і завідувач нафтового відділу Чечено-Інгуського обласного комітету ВКП(б).
4 травня 1940 — березень 1944 року — 1-й секретар Чечено-Інгуського обласного комітету ВКП(б) та 1-й секретар Грозненського міського комітету ВКП(б). З 22 жовтня 1941 року — керівник Грозненського міського комітету оборони.
З травня по листопад 1944 року — відповідальний організатор Управління кадрів ЦК ВКП(б). З 10 листопада 1944 року — заступник начальника відділу партійних органів Управління кадрів ЦК ВКП(б).
24 березня 1947 — 14 квітня 1949 року — голова Бюро ЦК ВКП(б) по Молдавії.
У 1950—1956 роках — заступник начальника Головнафторозвідки СРСР.
У 1956—1957 роках — голова ЦК Спілки робітників нафтової промисловості СРСР. У 1957—1959 роках — голова ЦК Спілки робітників нафтової і хімічної промисловості СРСР.
У 1959—1968 роках — голова Центральної ради Всесоюзного товариства винахідників і раціоналізаторів, член Президії ВЦРПС.
З 1968 року — персональний пенсіонер союзного значення в Москві. Помер після тривалої важкої хвороби.

## Нагороди
- два ордени Леніна (6.02.1942,)
- три ордени Трудового Червоного Прапора (7.11.1945,)
- орден Вітчизняної війни ІІ ст.
- медалі